# 日本巖窟王
『日本巖窟王』（にほんがんくつおう）は、NHKで1979年1月10日から6月27日まで放送されたテレビドラマ。アレクサンドル・デュマ・ペールの小説『モンテ・クリスト伯』を、日本の江戸時代（寛永年間）を舞台に翻案した作品である。
映像はすべて現存しており、2014年にDVDボックスが発売された。

## あらすじ
旗本の葵月之介は許婚の深雪との祝言を迎え、人生の絶頂にあった。しかし彼の運命は、宴席中に告げられた島原の乱の勃発により一変する。キリシタン討伐のため島原に出陣した月之介は、かねてから深雪に横恋慕していた従兄弟の神谷十太夫や、彼の栄達を妬む者たちによって、キリシタン側に内通したという濡れ衣を着せられ、南海の孤島・岩屋島への流刑に処せられてしまう。
そして10年の歳月が流れ、獄中で知り合った甚兵衛老人から「天主の宝」のありかを託された月之介は、獄死した甚兵衛老人の死体とすり替わって岩屋島から脱獄する。そして、琉球の王族・真美姫の協力も得て、莫大な財宝を手にする。しかし江戸に舞い戻った月之介は、父が切腹し葵家が断絶したこと、十太夫が深雪と夫婦になり、権勢の限りを尽くしていること、さらに自分を陥れた悪党たちも出世してのうのうと暮らしていることを知る。かくして怒りに燃える月乃介の、復讐劇の幕は切って落とされた。
月之介は恨みの炎を内に秘め、ある時は琉球副使節の「月心王」、ある時は素浪人、そしてある時は白頭巾の剣士「巌窟王」と姿を変えながら、十太夫たちに復讐の鉄槌を下してゆく。

## ロケ地・武術
岩屋島をはじめとする南海のシーンは、屋久島や沖永良部島で一大ロケーションが敢行された。
また、月之介は琉球でトンファー・サイ・ヌンチャクなどの武術を習得する設定である。

## キャスト
| - 葵月之介：草刈正雄 - 葵長門：内藤武敏 - 梅乃：河内桃子 - 神谷十太夫：有川博 - 深雪：山本みどり - 十太郎：田崎哲也 - 加賀爪丹波：玉川伊佐男 - 諏訪左源太：東野英心 - 寺尾伝内：川島満 - 喜平次：野口貴史 - 生駒八双：林邦史朗 - お町：片桐夕子 - 新八：笠井一彦 - 肥前屋徳兵衛：安部徹 - 肥前屋・番頭：及川ヒロオ - 蠍：綿引洪 - 唐犬権兵衛：沢竜二 - 放駒四郎兵衛：団巌 - 益田甚兵衛：伊藤雄之助 - 口之津道軒：信欣三 - お夕：浜木綿子 - 天草右京：志垣太郎 - 襄馬：寺田農 - 一角：堀田真三 - 新五郎：宇南山宏 - 松蔵：千葉繁 - 半兵衛：大久保正信 - 鳴滝弥七郎：宮口二郎 - 水野十郎左ヱ門：林与一 | - 菊路：片平なぎさ - 坂部三十郎：深江章喜 - 朝比奈段平：和田一壮 - 坂田金左衛門：溝口舜亮 - 平内：根岸一正 - 大久保彦左ヱ門：西村晃 - 松平伊豆守：金内吉男 - 土井大炊頭：嵯峨善兵 - 酒井讃岐守：加藤和夫 - 阿部豊後守：庄司永建 - 朽木稙綱：浜田光夫 - 向井隼人正：松枝錦治 - 徳川家光：久富惟晴 - 土屋伊織：久保晶 - 小森弥七：坂口芳貞 - 久世民部：川部修詩 - お千：浅利香津代 - 河合半蔵：吉川幸晴 - 大月東馬：笹入舟作 - 村井吉兵衛：松村彦次郎 - 芳松：大坂憲 - 庄作：井上三千夫 - 囚人頭：根本嘉也 - 阿久里：宮下順子 - 朝倉帯刀：汐路章 - 寅松：辻シゲル - 尚竜王：三波豊和 - 真美：三林京子 - 玉城朝秀：多々良純 | - 加那：大沢緋瑳子 - 仲宗根春哲：奥村公延 - 琉球の医者：村上冬樹 - 文吉：上田忠好 - おこま：永島暎子 - おげん：五月晴子 - おたき：前沢保美 - 大家：柳谷寛 - 千草太夫：結城しのぶ - 相良平八：蟹江敬三 - 瓦版売り：矢崎滋 - ご隠居：増田順司 - 町人：沼田爆 - 浪人：田中浩 - 火付け：坂部文昭 - 瀬川菊次郎：仲恭司 - おみよ：中島葵 - おしん：龍のり子 - 紀伊國屋・お梶：沢村貞子 - その娘：光丘真理 - 紀伊國屋・番頭：高橋征郎 - 法念：木田三千雄 - 覚禅：三津田健 - お吟：水谷良重 - お吟の茶屋の売り子：東啓子 - 同：古川小夜子 - 玄達：三木のり平 - 語り手：若山弦蔵 |

- その他：中村俊一、陶隆、鶴田忍、松崎真、冷泉公裕、吉岡ひとみなどが出演している。

## スタッフ
- 原作：アレクサンドル・デュマ・ペール
- 脚本：小野田勇
- 音楽：坂田晃一
- 演奏：新室内楽協会
- 殺陣：国井正広
- 時代考証：稲垣史生
- 制作：篠原篤彦
- 演出：岸田利彦、高野喜世志、松本美彦、田中賢二、池村憲章

## サブタイトル
1. 花婿出陣
2. 地獄への罠
3. 南海流人島
4. 決死の脱獄
5. 隠れ里の美姫
6. 天主の宝
7. 風流おんな絵師
8. 虎穴に入る男
9. 復讐の怨み花
10. 仮面の宴
11. 孤剣闇を斬る
12. 裏切り喜平次
13. 伊達姿女若衆
14. 襲撃日光街道
15. 月之介ふたり
16. 玄達辻講釈
17. 真美姫捕わる
18. いのち燃える夜
19. 死闘さそり狩り
20. 黄金の挑戦
21. 勝負十万両
22. 火の女お夕
23. 南海の虹